# Liste der Generale und Admirale der Bundeswehr im Auslandseinsatz
Diese Liste führt Soldaten der Bundeswehr im Generals- oder Admiralsrang auf, die bei Auslandseinsätzen der Bundeswehr in den Einsatzgebieten Dienst tun oder taten. Offiziere in für diese Einsätze verantwortlichen Stäben außerhalb der Einsatzgebiete sind nicht aufgelistet.

## Zurzeit im Einsatz befindliche Generale und Admirale

### UNIFIL
| Name           | Dienststellung                         | Dienstgrad        | Teilstreitkraft | Dienstantritt | Bemerkungen/Heimatdienstposten |
| -------------- | -------------------------------------- | ----------------- | --------------- | ------------- | ------------------------------ |
| Richard Kesten | Kommandeur der Maritime Task Force 448 | Flottillenadmiral | Marine          | 24. Juli 2024 |                                |

### KFOR
(Kosovo Force)
| Name             | Dienststellung | Dienstgrad     | Teilstreitkraft | Dienstantritt | Bemerkungen/Heimatdienstposten                               |
| ---------------- | -------------- | -------------- | --------------- | ------------- | ------------------------------------------------------------ |
| Christian Nawrat | Director NALT  | Brigadegeneral | Heer            | Apr. 2024     | zuvor Kommandeur Panzergrenadierbrigade 41 in Neubrandenburg |

## Einsatz beendet
(Einsätze in umgekehrter chronologischer Reihenfolge ihres Beginns)

### UNSMIL (2018–2019)
| Name        | Dienststellung                                    | Dienstgrad   | Teilstreitkraft | Dienstantritt | Dienstende | Bemerkungen/Heimatdienstposten                                                                                                 |
| ----------- | ------------------------------------------------- | ------------ | --------------- | ------------- | ---------- | --- |
| Josef Blotz | Senior Military Advisor (oberster Militärberater) | Generalmajor | Heer            | Jan. 2018     | Apr. 2019  | Abteilungsleiter Einsatz im Kommando Streitkräftebasis / danach stellvertretender kommandierender General EUROKORPS, Straßburg |

### Bundeswehreinsatz in Syrien (Operation Inherent Resolve 2015–2022)
| Name           | Dienststellung             | Dienstgrad     | Teilstreitkraft | Dienstantritt | Dienstende  | Bemerkungen/Heimatdienstposten                            |
| -------------- | -------------------------- | -------------- | --------------- | ------------- | ----------- | --------------------------------------------------------- |
| Andreas Schick | Deutscher Kontingentführer | Brigadegeneral | Luftwaffe       | 10. Dez. 2015 | 2. Mai 2016 | Dienstposten Kontingentführer jetzt durch Oberst besetzt. |

### UNMIL (2015–2016)
| Name       | Dienststellung         | Dienstgrad     | Teilstreitkraft | Dienstantritt | Dienstende   | Bemerkungen/Heimatdienstposten       |
| ---------- | ---------------------- | -------------- | --------------- | ------------- | ------------ | ------------------------------------ |
| Dirk Faust | Deputy Force Commander | Brigadegeneral | Heer            | 27. Mai 2015  | 25. Mai 2016 | danach Kommandeur Luftlandebrigade 1 |

### Resolute Support (2015–2021)
(Afghanistan)
| Name                | Dienststellung                             | Dienstgrad      | Teilstreitkraft | Dienstantritt | Dienstende    | Bemerkungen/Heimatdienstposten |
| ------------------- | ------------------------------------------ | --------------- | --------------- | ------------- | ------------- | --- |
| Gunnar Brügner      | Deputy Chief of Staff (DCOS) J7 Transition | Brigadegeneral  | Heer            | Dez. 2020     | Juni 2021     | zuvor Kommandeur der Panzergrenadierbrigade 37 / danach Assistant Chief of Staff J7 beim Supreme Headquarters Allied Powers Europe der NATO                                                                                          |
| Ansgar Meyer        | Kommandeur TAAC-N                          | Brigadegeneral  | Heer            | 20. Aug. 2020 | Juni 2021     | zuvor Kommandeur der Panzerbrigade 21 / danach Kommandeur des Kommandos Spezialkräfte |
| Thorsten Poschwatta | Chief of Staff                             | Generalleutnant | Luftwaffe       | Apr. 2020     | Juni 2021     | zuvor Stellvertretender Kommandeur Einsatzführungskommando der Bundeswehr / danach Kommandeur des Zentrums Luftoperationen |
| Frank Schlösser     | Deputy Chief of Staff (DCOS) J7 Transition | Brigadegeneral  | Heer            | Feb. 2020     | Dez. 2020     | Zuvor Kommandeur Schule Informationstechnik der Bundeswehr / danach Kommandeur der NATO Communication and Information System Group sowie Deputy Chief of Staff CIS and Cyber Defence                                                 |
| Jürgen Brötz        | Kommandeur TAAC-N                          | Brigadegeneral  | Heer            | 21. Aug. 2019 | 20. Aug. 2020 | Zuvor Unterabteilungsleiter Strategie und Einsatz I im Bundesministerium der Verteidigung / danach Deputy Assistant Secretary General Intelligence, Joint Intelligence and Security Division im Internationalen Militärstab der NATO |
| Andreas Marlow      | Chief of Staff                             | Generalleutnant | Heer            | Apr. 2019     | Apr. 2020     | Zuvor Kommandeur Division Schnelle Kräfte / danach Kommandierender General des 1. Deutsch-Niederländischen Korps |
| Markus Kurczyk      | Assistant Chief of Staff (ACOS) J7         | Brigadegeneral  | Luftwaffe       | Feb. 2019     | Feb. 2020     | Zuvor Abteilungsleiter Ausbildung Streitkräfte (General Streitkräftegemeinsame Ausbildung) im Kommando Streitkräftebasis / danach Kommandeur des Landeskommandos Mecklenburg-Vorpommern                                              |
| Gerhard Klaffus     | Kommandeur TAAC-N                          | Brigadegeneral  | Heer            | 21. Aug. 2018 | 21. Aug. 2019 | Zuvor Verbindungsoffizier beim Bundespräsidenten |
| Alfons Mais         | Chief of Staff                             | Generalleutnant | Heer            | 16. Juni 2018 | 1. Apr. 2019  | Zuvor Chef des Stabes im Kommando Heer / danach Kommandierender General des 1. Deutsch-Niederländischen Korps |
| Gunter Schneider    | Assistant Chief of Staff (ACOS) J7         | Brigadegeneral  | Heer            | 1. Feb. 2018  | 1. Feb. 2019  | Zuvor Abteilungsleiter IV im Bundesamt für das Personalmanagement der Bundeswehr / danach militärischer Vizepräsident im Bundesamt für das Personalmanagement der Bundeswehr                                                         |
| Wolf-Jürgen Stahl   | Kommandeur TAAC-N                          | Brigadegeneral  | Heer            | 3. Okt. 2017  | 21. Aug. 2018 | Zuvor Unterabteilungsleiter Militärpolitik und Einsatz im Bundesministerium der Verteidigung / Danach Chef des Stabes beim Multinationalen Korps Nord-Ost                                                                            |
| Johann Langenegger  | Chief of Staff                             | Generalleutnant | Heer            | 11. Juni 2017 | 16. Juni 2018 | Zuvor Kommandeur 1. Panzerdivision / danach stellvertretender Inspekteur des Heeres und Kommandeur Einsatz im Kommando Heer |
| René Leitgen        | Assistant Chief of Staff (ACOS) J7         | Brigadegeneral  | Heer            | 1. Feb. 2017  | 1. Feb. 2018  | Zuvor Unterabteilungsleiter Zentrale Aufgaben und strategische Zielsetzung im Kommando Heer / danach Abteilungsleiter J3/5 im Einsatzführungskommando der Bundeswehr                                                                 |
| André Bodemann      | Kommandeur TAAC-N                          | Brigadegeneral  | Heer            | 10. Nov. 2016 | 3. Okt. 2017  | Zuvor Kommandeur der Panzerbrigade 12 / danach Unterabteilungsleiter Strategie und Einsatz II im Bundesministerium der Verteidigung                                                                                                  |
| Jürgen Weigt        | Chief of Staff                             | Generalleutnant | Heer            | 12. Juli 2016 | 11. Juni 2017 | Zuvor Kommandeur des Zentrums Innere Führung/ danach Kommandierender General des Eurokorps |
| Dieter Meyerhoff    | Assistant Chief of Staff (ACOS) J7         | Brigadegeneral  | Heer            | Juli 2016     | Jan. 2017     | Chef des Stabes beim 1. Deutsch-Niederländischen Korps |
| Hartmut Renk        | Kommandeur TAAC-N                          | Brigadegeneral  | Heer            | 19. Dez. 2015 | 10. Nov. 2016 | Kommandeur Zentrale Ausbildungseinrichtungen und stellvertretender Kommandeur Ausbildungskommando |
| Michael Podzus      | Deputy Director Ministry of Defence        | Brigadegeneral  | Heer            | 1. Juli 2015  | 1. Okt. 2016  | Zuvor Verbindungsoffizier beim Bundespräsidenten / Danach stellvertretender Kommandeur 10. Panzerdivision |
| Frank Leidenberger  | Chief of Staff                             | Generalleutnant | Heer            | 20. Juni 2015 | 30. Juni 2016 | Zuvor Amtschef Planungsamt der Bundeswehr / Danach Kommandeur Deutsche Anteile Multinationale Korps/Militärische Grundorganisation im Kommando Heer                                                                                  |
| Andreas Hannemann   | Kommandeur TAAC-N                          | Brigadegeneral  | Heer            | 19. Feb. 2015 | 19. Dez. 2015 | stellvertretender Kommandeur 10. Panzerdivision |
| Michael Bartscher   | Deputy Director Ministry of Defence        | Brigadegeneral  | Luftwaffe       | 2014          | 2015          | |
| Carsten Jacobson    | Deputy Commander                           | Generalleutnant | Heer            | 25. Juni 2014 | Juni 2015     | zuvor Kommandeur 1. Panzerdivision / Danach Stellvertretender Inspekteur des Heeres und Kommandeur Einsatz im Kommando Heer |

### EUTM Mali(2015–2024)
(Mali)
| Name                 | Dienststellung                         | Dienstgrad     | Teilstreitkraft | Dienstantritt | Dienstende    | Bemerkungen/Heimatdienstposten                                               |
| -------------------- | -------------------------------------- | -------------- | --------------- | ------------- | ------------- | ---------------------------------------------------------------------------- |
| Jochen Deuer         | Befehlshaber der EU‑Ausbildungsmission | Brigadegeneral | Heer            | 7. Juli 2021  | Dez. 2021     | zuvor Referatsleiter Zentrale Aufgaben beim Generalinspekteur der Bundeswehr |
| Peter Mirow          | Befehlshaber der EU‑Ausbildungsmission | Brigadegeneral | Heer            | 12. Nov. 2018 | 12. Juni 2019 | Zuvor Abteilungsleiter Planung im Kommando Heer                              |
| Werner Albl          | Befehlshaber der EU‑Ausbildungsmission | Brigadegeneral | Heer            | 18. Dez. 2015 | 3. Juli 2016  | Kommandeur Deutsch-Französische Brigade                                      |
| Franz Xaver Pfrengle | Befehlshaber der EU‑Ausbildungsmission | Brigadegeneral | Heer            | Juli 2015     | 18. Dez. 2015 | Chef des Stabes (COS) Eurokorps                                              |

### UNAMA (seit 2002)
| Name          | Dienststellung                                    | Dienstgrad     | Teilstreitkraft | Dienstantritt | Dienstende | Bemerkungen/Heimatdienstposten                                                                                              |
| ------------- | ------------------------------------------------- | -------------- | --------------- | ------------- | ---------- | --- |
| Kay Brinkmann | Senior Military Advisor (oberster Militärberater) | Brigadegeneral | Heer            | Juli 2014     | Okt. 2015  | zuvor Referatsleiter Militärpolitik und Einsatz Europa/Eurasien im BMVg / danach Stellvertretender Amtschef Streitkräfteamt |

### Operation Atalanta (seit 2008)
(Horn von Afrika)
| Name                      | Dienststellung             | Dienstgrad        | Teilstreitkraft | Dienstantritt | Dienstende    | Bemerkungen/Heimatdienstposten                                     |
| ------------------------- | -------------------------- | ----------------- | --------------- | ------------- | ------------- | ------------------------------------------------------------------ |
| Wilhelm Tobias Abry       | Deputy Operation Commander | Flottillenadmiral | Marine          | Jan. 2020     | Juli 2020     | Kommandeur Marineschule Mürwik                                     |
| Jan Christian Kaack       | Force Commander            | Flottillenadmiral | Marine          | 23. März 2016 | 6. Aug. 2016  | Kommandeur Einsatzflottille 1                                      |
| Christoph Müller-Meinhard | Deputy Operation Commander | Flottillenadmiral | Marine          | 22. Juli 2015 | 21. Jan. 2016 | Kommandeur Einsatzflottille 2                                      |
| Jürgen zur Mühlen         | Force Commander            | Flottillenadmiral | Marine          | 6. Apr. 2014  | 6. Aug. 2014  | Kommandeur Einsatzflottille 1                                      |
| Jean Martens              | Deputy Operation Commander | Flottillenadmiral | Marine          | 19. Juli 2013 | 17. Jan. 2014 | Kommandeur Einsatzflottille 1                                      |
| Rainer Endres             | Deputy Operation Commander | Flottillenadmiral | Marine          | 12. Jan. 2012 | 13. Juli 2012 | Admiral Weiterentwicklung Marine und Marineausbildung im Marineamt |
| Thomas Jugel              | Force Commander            | Flottillenadmiral | Marine          | 14. Aug. 2011 | 6. Dez. 2011  | Kommandeur Einsatzflottille 1                                      |
| Thomas Ernst              | Deputy Operation Commander | Flottillenadmiral | Marine          | 1. Juni 2010  | 13. Jan. 2011 | Kommandeur Marineschule Mürwik                                     |
| Thorsten Kähler           | Deputy Operation Commander | Flottillenadmiral | Marine          | Juni 2009     | 11. Dez. 2009 | Kommandeur Einsatzflottille 2                                      |

### UNIFIL (seit 2006)
| Name                  | Dienststellung                         | Dienstgrad        | Teilstreitkraft | Dienstantritt | Dienstende    | Bemerkungen/Heimatdienstposten                                         |
| --------------------- | -------------------------------------- | ----------------- | --------------- | ------------- | ------------- | ---------------------------------------------------------------------- |
| Dirk Gärtner          | Kommandeur der Maritime Task Force 448 | Flottillenadmiral | Marine          | Juni 2023     | 24. Juli 2024 |                                                                        |
| Michael Busse         | Kommandeur der Maritime Task Force 448 | Flottillenadmiral | Marine          | 15. Aug. 2022 | Juni 2023     | zuvor Chairman des National Reserve Forces Committee der NATO          |
| Andreas Mügge         | Kommandeur der Maritime Task Force 448 | Flottillenadmiral | Marine          | 8. Sep. 2021  | 15. Aug. 2022 | Abteilungsleiter Personal/Ausbildung/Organisation im Marinekommando    |
| Axel Schulz           | Kommandeur der Maritime Task Force 448 | Flottillenadmiral | Marine          | 23. Dez. 2020 | 8. Sep. 2021  | zuvor Referatsleiter Politik I 1 im Bundesministerium der Verteidigung |
| Jürgen Mannhardt      | Kommandeur der Maritime Task Force 448 | Flottillenadmiral | Marine          | 1. Sep. 2009  | 1. Dez. 2009  | Kommandeur Marineschule Mürwik                                         |
| Hans-Christian Luther | Kommandeur der Maritime Task Force 448 | Flottillenadmiral | Marine          | 25. Sep. 2007 | 29. Feb. 2008 | Chef des Stabes Flottenkommando                                        |
| Karl-Wilhelm Bollow   | Kommandeur der Maritime Task Force 448 | Flottillenadmiral | Marine          | 18. März 2007 | 25. Sep. 2007 | Kommandeur Einsatzflottille 2                                          |
| Andreas Krause        | Kommandeur der Maritime Task Force 448 | Flottillenadmiral | Marine          | 16. Okt. 2006 | 18. März 2007 | Kommandeur Einsatzflottille 1                                          |

### EUFOR RD Congo (2006)
(Operation Althea in Bosnien und Herzegowina)
| Name         | Dienststellung             | Dienstgrad        | Teilstreitkraft | Dienstantritt | Dienstende | Bemerkungen/Heimatdienstposten                                |
| ------------ | -------------------------- | ----------------- | --------------- | ------------- | ---------- | ------------------------------------------------------------- |
| Henning Bess | deutscher Kontingentführer | Flottillenadmiral | Marine          | Juni 2006     | Nov. 2006  | Director Operations Kommando Operative Führung Eingreifkräfte |

### EUFOR Bosnien-Herzegowina (seit 2004)
(Operation Althea in Bosnien und Herzegowina)
| Name                  | Dienststellung                               | Dienstgrad     | Teilstreitkraft | Dienstantritt | Dienstende    | Bemerkungen/Heimatdienstposten                                                                    |
| --------------------- | -------------------------------------------- | -------------- | --------------- | ------------- | ------------- | ------------------------------------------------------------------------------------------------- |
| Günter Giesa          | Chef des Stabes HQ EUFOR                     | Brigadegeneral | Luftwaffe       | Sep. 2010     | März 2011     | General Weiterentwicklung Luftwaffe im Luftwaffenamt                                              |
| Gerd Bischof          | Chef des Stabes HQ EUFOR                     | Brigadegeneral | Luftwaffe       | 17. März 2010 | Sep. 2010     | Kommandeur Luftwaffenausbildungskommando                                                          |
| Gerhard Kemmler       | Chef des Stabes HQ EUFOR                     | Brigadegeneral | Luftwaffe       | Sep. 2009     | 17. März 2010 | Stellvertreter des Kommandeurs und Chef des Stabes im Kommando Operative Führung Luftstreitkräfte |
| Robert Löwenstein     | Chef des Stabes HQ EUFOR                     | Brigadegeneral | Luftwaffe       | 30. März 2009 | Sep. 2009     | stellvertretender Kommandeur 4. Luftwaffendivision                                                |
| Joachim Wundrak       | Chef des Stabes HQ EUFOR                     | Brigadegeneral | Luftwaffe       | 8. Aug. 2008  | 31. März 2009 | stellvertretender Befehlshaber Luftwaffenführungskommando                                         |
| Robert Löwenstein     | Chef des Stabes HQ EUFOR                     | Brigadegeneral | Luftwaffe       | März 2008     | Aug. 2008     | stellvertretender Kommandeur 4. Luftwaffendivision                                                |
| Hans-Jochen Witthauer | EU Force Commander (COM EUFOR)               | Konteradmiral  | Marine          | 5. Sep. 2006  | 2007          |                                                                                                   |
| Klaus Hollmann        | Chef des Stabes HQ EUFOR                     | Brigadegeneral | Heer            | 9. Aug. 2006  | 2007          |                                                                                                   |
| Josef Niebecker       | Chef des Stabes HQ EUFOR                     | Brigadegeneral | Heer            | März 2006     | 9. Aug. 2006  | Kommandeur Panzergrenadierbrigade 41                                                              |
| Harald Fugger         | Kommandeur Multinationale Task Force Süd-Ost | Brigadegeneral |                 | März 2006     | Sep. 2006     |                                                                                                   |
| Manfred Hofmann       | Chef des Stabes HQ EUFOR                     | Brigadegeneral | Heer            | Juli 2005     | März 2006     | Kommandeur Panzerbrigade 21                                                                       |
| Peter Goebel          | Chef des Stabes HQ EUFOR                     | Brigadegeneral | Heer            | 2005          | 2005          |                                                                                                   |
| Hans-Werner Fritz     | Chef des Stabes HQ EUFOR                     | Brigadegeneral | Heer            | März 2005     | Juli 2005     | Kommandeur Luftlandebrigade 26                                                                    |

### Operation Active Endeavour (2001–2016)
| Name                  | Dienststellung       | Dienstgrad        | Teilstreitkraft | Dienstantritt | Dienstende   | Bemerkungen/Heimatdienstposten |
| --------------------- | -------------------- | ----------------- | --------------- | ------------- | ------------ | --- |
| Hans-Jochen Witthauer | Task Group Commander | Flottillenadmiral | Marine          | Sep. 2003     | 5. Aug. 2004 | als Commander Standing Naval Force Mediterranean (STANAVFORMED/SNFM) zeitweise Führer einer Task Group in der Operation Active Endeavour |
| Wolfgang Kalähne      | Task Group Commander | Flottillenadmiral | Marine          | Apr. 2005     | Jan. 2006    | als Commander Standing NATO Maritime Group 1 (SNMG 1)                                                                                    |
| Thorsten Kähler       | Task Group Commander | Flottillenadmiral | Marine          | Juni 2012     | Nov. 2012    | als Commander Standing NATO Maritime Group 2 (SNMG 2)                                                                                    |
| Georg von Maltzan     | Task Group Commander | Flottillenadmiral | Marine          | Jan. 2013     | Mai 2013     | als Commander Standing NATO Maritime Group 1                                                                                             |
| Jörg Klein            | Task Group Commander | Flottillenadmiral | Marine          | Juni 2015     | Juni 2016    | als Commander Standing NATO Maritime Group 1                                                                                             |

### Operation Enduring Freedom – Marineanteil (2002–2010)
| Name             | Dienststellung | Dienstgrad        | Teilstreitkraft | Dienstantritt | Dienstende    | Bemerkungen/Heimatdienstposten                               |
| ---------------- | --- | ----------------- | --------------- | ------------- | ------------- | ------------------------------------------------------------ |
| Rainer Brinkmann | CTF 150 | Flottillenadmiral | Marine          | 13. Jan. 2009 | Apr. 2009     | Kommandeur Einsatzflottille 1                                |
| Heinrich Lange   | CTF 150 | Flottillenadmiral | Marine          | 22. Aug. 2006 | Dez. 2006     | Kommandeur Marineschule Mürwik                               |
| Henning Hoops    | CTF 150 | Flottillenadmiral | Marine          | Dez. 2004     | Apr. 2005     | Admiral Marinerüstung und Marinelogistik (AMRL) im Marineamt |
| Manfred Nielson  | CTF 150, CTG 500.01 | Flottillenadmiral | Marine          | Mai 2003      | Sep. 2003     | Kommandeur Marineschule Mürwik                               |
| Rolf Schmitz     | CTG 500.01 | Flottillenadmiral | Marine          | Jan. 2003     | Mai 2003      | Kommandeur Zerstörerflottille                                |
| Wolfgang Kalähne | CTF 150 bis 31. Oktober 2002, CTG 500.01                                                                                           | Flottillenadmiral | Marine          | 16. Juni 2002 | Dez. 2002     | Kommandeur Flottille der Marineflieger                       |
| Gottfried Hoch   | Deutscher Kontingentführer, Task Group 500.01 CTG 500.01; ab 5. Mai 2002 zugleich Commander Multinational Task Force 150 (CTF 150) | Flottillenadmiral | Marine          | 2. Jan. 2002  | 15. Juni 2002 | Kommandeur Zerstörerflottille                                |

### ISAF (2002–2014)
Kommandeure Regionalkommando Nord (RC NORTH)
| Name               | Dienststellung                                                      | Dienstgrad     | Teilstreitkraft | Dienstantritt | Dienstende    | Bemerkungen/Heimatdienstposten                                            |
| ------------------ | ------------------------------------------------------------------- | -------------- | --------------- | ------------- | ------------- | ------------------------------------------------------------------------- |
| Bernd Schütt       | Kommandeur                                                          | Generalmajor   | Heer            | 13. Feb. 2014 | 1. Aug. 2014  | Abteilungsleiter I Kommando Heer                                          |
| Jörg Vollmer       | Kommandeur                                                          | Generalmajor   | Heer            | 21. Feb. 2013 | 13. Feb. 2014 | Kommandeur Division Schnelle Kräfte                                       |
| Erich Pfeffer      | Kommandeur                                                          | Generalmajor   | Heer            | 26. Feb. 2012 | 21. Feb. 2013 | Kommandeur 13. Panzergrenadierdivision                                    |
| Markus Kneip       | Kommandeur                                                          | Generalmajor   | Heer            | 24. Feb. 2011 | 26. Feb. 2012 | Kommandeur 1. Panzerdivision                                              |
| Hans-Werner Fritz  | Kommandeur                                                          | Generalmajor   | Heer            | 20. Juni 2010 | 24. Feb. 2011 | Kommandeur Division Spezielle Operationen                                 |
| Frank Leidenberger | Kommandeur                                                          | Brigadegeneral | Heer            | 30. Nov. 2009 | 20. Juni 2010 | Kommandeur Luftlandebrigade 31                                            |
| Jürgen Setzer      | Kommandeur                                                          | Brigadegeneral | Heer            | 3. Okt. 2009  | 29. Nov. 2009 | Kommandeur Luftbewegliche Brigade 1 Ablösung aus gesundheitlichen Gründen |
| Jörg Vollmer       | Kommandeur                                                          | Brigadegeneral | Heer            | 10. Jan. 2009 | 3. Okt. 2009  | Kommandeur Panzergrenadierbrigade 37                                      |
| Jürgen Weigt       | Kommandeur                                                          | Brigadegeneral | Heer            | 9. Juli 2008  | 10. Jan. 2009 | Kommandeur Panzerbrigade 21                                               |
| Dieter Dammjacob   | Kommandeur                                                          | Brigadegeneral | Luftwaffe       | 9. Jan. 2008  | 9. Juli 2008  | stellvertretender Kommandeur 4. Luftwaffendivision                        |
| Dieter Warnecke    | Kommandeur                                                          | Brigadegeneral | Heer            | Aug. 2007     | Jan. 2008     | Kommandeur Luftlandebrigade 31                                            |
| Josef Blotz        | Kommandeur                                                          | Brigadegeneral | Heer            | Feb. 2007     | Aug. 2007     | Kommandeur Panzergrenadierbrigade 30                                      |
| Volker Barth       | Kommandeur                                                          | Brigadegeneral | Heer            | Okt. 2006     | Feb. 2007     | stellvertretender Kommandeur 1. Panzerdivision                            |
| Markus Kneip       | Kommandeur                                                          | Brigadegeneral | Heer            | Apr. 2006     | Okt. 2006     | Kommandeur Jägerbrigade 37                                                |
| Bernd Kiesheyer    | Kommandeur damals noch Regional Area Coordinator mit Sitz in Kunduz | Brigadegeneral | Heer            | Aug. 2005     | Apr. 2006     | stellvertretender Kommandeur 7. Panzerdivision                            |

Weitere Tätigkeiten im Regionalkommando Nord (RC NORTH)
| Name                | Dienststellung                                                     | Dienstgrad        | Teilstreitkraft | Dienstantritt | Dienstende    | Bemerkungen/Heimatdienstposten                               |
| ------------------- | ------------------------------------------------------------------ | ----------------- | --------------- | ------------- | ------------- | ------------------------------------------------------------ |
| Walter Ohm          | Chef des Stabes                                                    | Brigadegeneral    | Heer            | Nov. 2013     | 2014          | Unterabteilungsleiter Controlling und Rechnungswesen im BMVg |
| Harald Gante        | Chef des Stabes                                                    | Brigadegeneral    | Heer            | Feb. 2014     | Aug. 2014     | Kommandeur Panzerbrigade 21                                  |
| Markus Laubenthal   | Chef des Stabes                                                    | Brigadegeneral    | Heer            | Aug. 2013     | Feb. 2014     | Kommandeur Panzerbrigade 12                                  |
| Thorsten Poschwatta | Base Commander Camp Marmal                                         | Brigadegeneral    | Luftwaffe       | 21. Aug. 2013 | 21. Feb. 2014 |                                                              |
| Olaf von Roeder     | Base Commander Camp Marmal                                         | Brigadegeneral    | Luftwaffe       | 21. Feb. 2014 | 13. Aug. 2014 |                                                              |
| Michael Vetter      | stellvertretender Chef des Stabes für Support-Aufgaben im RC NORTH | Brigadegeneral    | Luftwaffe       | Juli 2013     | Jan. 2014     | Kommandeur Logistikzentrum der Bundeswehr                    |
| Michael Matz        | stellvertretender Chef des Stabes für Sicherheit im RC NORTH       | Brigadegeneral    | Heer            | Feb. 2013     | Aug. 2013     |                                                              |
| Peter Klement       | Base Commander Camp Marmal                                         | Brigadegeneral    | Luftwaffe       | Feb. 2013     | 21. Aug. 2013 | Chef des Stabes im Luftwaffenausbildungskommando             |
| Carsten Stawitzki   | stellvertretender Chef des Stabes für Support-Aufgaben im RC NORTH | Flottillenadmiral | Marine          | Feb. 2013     | Juni 2013     | Adjutantur BMVg                                              |
| Burkhard Pototzky   | Base Commander Camp Marmal                                         | Brigadegeneral    | Luftwaffe       | Aug. 2012     | Feb. 2013     | Chef des Stabes Kommando Operative Führung Luftstreitkräfte  |
| Wolfgang Gäbelein   | stellvertretender Chef des Stabes für Support-Aufgaben im RC NORTH | Brigadegeneral    | Luftwaffe       | Aug. 2012     | Feb. 2013     |                                                              |
| Alfons Mais         | stellvertretender Chef des Stabes für Sicherheit im RC North       | Brigadegeneral    | Heer            | Aug. 2012     | Feb. 2013     | Kommandeur Luftbewegliche Brigade 1                          |
| Erich Siegmann      | Base Commander Camp Marmal                                         | Brigadegeneral    | Luftwaffe       | Feb. 2012     | Aug. 2012     | stellvertretender Divisionskommandeur 2. Luftwaffendivision  |
| Franz Weidhüner     | stellvertretender Chef des Stabes für Support-Aufgaben im RC NORTH | Brigadegeneral    | Luftwaffe       | Feb. 2012     | Aug. 2012     | Amtschef Logistikamt der Bundeswehr                          |
| Andreas Marlow      | stellvertretender Chef des Stabes für Sicherheit im RC North       | Brigadegeneral    | Heer            | Feb. 2012     | Aug. 2012     | Kommandeur Panzergrenadierbrigade 41                         |
| Hans-Dieter Poth    | Base Commander Camp Marmal                                         | Brigadegeneral    | Luftwaffe       | Sep. 2011     | Feb. 2012     |                                                              |
| Bernd Schütt        | stellvertretender Chef des Stabes für Sicherheit im RC North       | Brigadegeneral    | Heer            | Aug. 2011     | Feb. 2012     | Kommandeur Panzerlehrbrigade 9                               |
| Axel Binder         | stellvertretender Chef des Stabes für Support-Aufgaben im RC North | Brigadegeneral    | Heer            | Aug. 2011     | Feb. 2012     | Kommandeur Zentrum für Transformation der Bundeswehr         |
| Peter-Georg Stütz   | Base Commander Camp Marmal                                         | Brigadegeneral    | Luftwaffe       | 13. Feb. 2011 | Aug. 2011     | Kommando Operative Führung Luftstreitkräfte                  |
| Dirk Backen         | stellvertretender Chef des Stabes für Sicherheit im RC NORTH       | Brigadegeneral    | Heer            | 13. Feb. 2011 | Aug. 2011     | Panzerbrigade 21                                             |
| Volker Thomas       | stellvertretender Chef des Stabes für Support-Aufgaben im RC NORTH | Brigadegeneral    | Heer            | 11. Jan. 2011 | Aug. 2011     | Kommandeur Logistikbrigade 1                                 |
| Jürgen Knappe       | stellvertretender Chef des Stabes für Support-Aufgaben im RC NORTH | Brigadegeneral    | Luftwaffe       | Juni 2010     | Feb. 2011     | stellvertretender Befehlshaber Wehrbereichskommando II       |
| Johann Langenegger  | stellvertretender Chef des Stabes für Sicherheit im RC NORTH       | Brigadegeneral    | Heer            | 2010          | 2011          | Kommandeur Gebirgsjägerbrigade 23                            |
| Hans-Georg Schmidt  | Base Commander Camp Marmal                                         | Brigadegeneral    | Luftwaffe       | Juni 2010     | Feb. 2011     | stellvertretender Kommandeur 1. Luftwaffendivision           |

Kommandeure, stellvertretende Kommandeure und Chef des Stabes ISAF
| Name                | Dienststellung                                 | Dienstgrad      | Teilstreitkraft | Dienstantritt | Dienstende    | Bemerkungen/Heimatdienstposten                                                  |
| ------------------- | ---------------------------------------------- | --------------- | --------------- | ------------- | ------------- | ------------------------------------------------------------------------------- |
| Bruno Kasdorf       | Chef des Stabes im ISAF-Hauptquartier in Kabul | Generalleutnant | Heer            | Feb. 2010     | Sep. 2010     | stellvertretender Befehlshaber Heeresführungskommando                           |
| Volker Wieker       | Chef des Stabes im ISAF-Hauptquartier in Kabul | Generalleutnant | Heer            | 9. Okt. 2009  | Feb. 2010     | stellvertretender Kommandierender General des 1. Deutsch-Niederländischen Korps |
| Hans-Lothar Domröse | Chef des Stabes im ISAF-Hauptquartier in Kabul | Generalmajor    | Heer            | Jan. 2008     | Jan. 2009     | Kommandeur Division Spezielle Operationen                                       |
| Bruno Kasdorf       | Chef des Stabes im ISAF-Hauptquartier in Kabul | Generalmajor    | Heer            | 1. Jan. 2007  | 1. Dez. 2007  | Kommandeur 14. Panzergrenadierdivision                                          |
| Herrmann Wachter    | Deputy COM ISAF                                | Generalmajor    | Luftwaffe       | 2005          | 2005          | stellvertretender Befehlshaber Luftwaffenführungskommando                       |
| Wolfgang Korte      | Deputy COM ISAF                                | Generalmajor    | Heer            | Feb. 2004     | Aug. 2004     | stellvertretender Befehlshaber Heeresführungskommando                           |
| Götz Gliemeroth     | Kommandeur ISAF                                | Generalleutnant | Heer            | 11. Aug. 2003 | 9. Feb. 2004  |                                                                                 |
| Norbert van Heyst   | Kommandeur ISAF                                | Generalleutnant | Heer            | 10. Feb. 2003 | 11. Aug. 2003 | Kommandierender General des 1. Deutsch-Niederländischen Korps                   |

Weitere Tätigkeiten bei ISAF
| Name                     | Dienststellung | Dienstgrad     | Teilstreitkraft                         | Dienstantritt | Dienstende    | Bemerkungen/Heimatdienstposten                                                                          |
| ------------------------ | --- | -------------- | --------------------------------------- | ------------- | ------------- | --- |
| Harald Gante             | Kommandeur TAAC-Nord | Brigadegeneral | Heer                                    | 1. Aug. 2014  | 19. Feb. 2015 | zuvor Chef des Stabes im Regionalkommando Nord, ab Sommer 2015 Kommandeur der Offizierschule des Heeres |
| Carsten Breuer           | Director Current Operations, ISAF Joint Command                                                                             | Brigadegeneral | Heer                                    | 1. Jan. 2014  | 1. Juli 2014  | Kommandeur der Panzergrenadierbrigade 37                                                                |
| Franz Reinhard Golks     | stv. Kommandeur ISAF Joint Command                                                                                          | Generalmajor   | Heer                                    | 26. Sep. 2013 | Okt. 2014     | Sonderbeauftragter für Internationale Zusammenarbeit im Kommando Streitkräftebasis                      |
| Reinhard Wolski          | Deputy Chief of Staff Resources im ISAF – Hauptquartier in Kabul                                                            | Generalmajor   | Heer                                    | Apr. 2013     | 8. Juni 2014  | zuvor Kommandeur Heeresfliegerwaffenschule                                                              |
| Bernd Mattiesen          | Chief Combined Joint Medical/Medical Adviser                                                                                | Generalarzt    | Zentraler Sanitätsdienst der Bundeswehr | 4. Nov. 2013  | 23. Juni 2014 | stv Kommandeur Kommando Sanitätsdienstliche Einsatzunterstützung                                        |
| Heinz Feldmann           | Sprecher ISAF | Brigadegeneral | Heer                                    | 21. Juni 2013 | Juni 2014     | Kommandeur Kommando Spezialkräfte                                                                       |
| Dieter Warnecke          | stellvertretender Kommandeur ISAF Joint Command                                                                             | Generalmajor   | Heer                                    | Feb. 2013     | 26. Sep. 2013 | Abteilungsleiter Einsatz im Kommando Streitkräftebasis                                                  |
| Jürgen Brandenstein      | Chief Combined Joint Medical/Medical Adviser                                                                                | Generalarzt    | Zentraler Sanitätsdienst der Bundeswehr | Okt. 2012     | 4. Nov. 2013  | Chef des Stabes im Sanitätskommando III                                                                 |
| Günter Katz              | Sprecher ISAF | Brigadegeneral | Luftwaffe                               | 22. Juni 2012 | 21. Juni 2013 | |
| Bernhard Fürst           | Deputy Chief of Staff Resources im ISAF-Hauptquartier in Kabul                                                              | Generalmajor   | Luftwaffe                               | Mai 2012      | Mai 2013      | Kommandeur 2. Luftwaffendivision                                                                        |
| Klaus Habersetzer        | Director Civil Military Synchronisation in der Stability Division im Headquarters ISAF in Kabul                             | Brigadegeneral | Luftwaffe                               | Sep. 2011     | 1. Okt. 2012  | bis 4. April 2012 Kommandeur der Offizierschule der Luftwaffe                                           |
| Carsten Jacobson         | Sprecher ISAF | Brigadegeneral | Heer                                    | 1. Juli 2011  | 22. Juni 2012 | zuvor Chef des Stabes Heeresführungskommando                                                            |
| Wolfgang Köpke           | Deputy Chief of Staff Resources im ISAF-Hauptquartier in Kabul                                                              | Generalmajor   | Heer                                    | Mai 2011      | Mai 2012      | bis 30. November 2011: Deputy Chief of Staff Strategic Partnering – Hauptquartier in Kabul              |
| Josef Blotz              | Sprecher ISAF im ISAF-Hauptquartier in Kabul                                                                                | Brigadegeneral | Heer                                    | 20. Apr. 2011 | 1. Juli 2011  | zuvor Kommandeur Infanterieschule                                                                       |
| Joachim Wundrak          | stellvertretender Chef des Stabes „Air“ der ISAF im ISAF-Hauptquartier in Kabul                                             | Generalmajor   | Luftwaffe                               | 22. Feb. 2011 | Dez. 2011     | stellvertretender Befehlshaber im Luftwaffenführungskommando                                            |
| Richard Roßmanith        | stellvertretender Chef des Stabes für Stabilität im ISAF – Hauptquartier in Kabul                                           | Generalmajor   | Heer                                    | 11. Okt. 2010 | Jan. 2012     | Chef des Stabes des Deployable Joint Staff Element Allied Force Command Heidelberg                      |
| Jürgen Weigt             | Director Civil Military Synchronisation im ISAF-Hauptquartier in Kabul                                                      | Brigadegeneral | Heer                                    | Sep. 2010     | Sep. 2011     | zuvor Deputy Chief of Staff Operations im Kommando Operative Führung Eingreifkräfte                     |
| Josef Heinrichs          | Deputy Chief of Staff Support HQ ISAF, Kabul                                                                                | Brigadegeneral | Heer                                    | Feb. 2010     | Aug. 2010     | Chef des Stabes Multinationales Korps Nord-Ost                                                          |
| Franz Reinhard Golks     | Chief CJ3 im Stab HQ ISAF in KABUL                                                                                          | Brigadegeneral | Heer                                    | Jan. 2009     | Aug. 2009     | Stellvertretender Befehlshaber im Wehrbereichskommando III                                              |
| Jochen Both              | stellvertretender Chef des Stabes „Air“ im ISAF Joint Command                                                               | Brigadegeneral | Luftwaffe                               | Nov. 2008     | Juli 2010     | Chef des Stabes im Luftwaffenführungskommando                                                           |
| Hans-Erich Antoni        | stellvertretender Chef des Stabes für Logistik im ISAF-Hauptquartier in Kabul                                               | Generalmajor   | Heer                                    | 1. Okt. 2008  | Dez. 2009     | zuvor Abteilungsleiter II im Führungsstab des Heeres                                                    |
| Josef Heinrichs          | Leiter der Operationszentrale im HQ ISAF in Kabul                                                                           | Brigadegeneral | Heer                                    | Jan. 2007     | Aug. 2007     | Chef des Stabes Multinationales Korps Nord-Ost                                                          |
| Hans-Christoph Ammon     | Director Combined Joint Operation Centre im ISAF-Hauptquartier in Kabul                                                     | Brigadegeneral | Heer                                    | Mai 2006      | Feb. 2007     | Commander Rear Support Command im Allied Europe Rapid Reaction Corps                                    |
| Christof Munzlinger      | Kommandeur des 10. Deutschen Einsatzkontingents ISAF und stellvertretender Kommandeur der Kabul Multinational Brigade       | Brigadegeneral | Heer                                    | März 2006     | Juli 2006     | Kommandeur Panzerbrigade 18                                                                             |
| Hans-Werner Ahrens       | DepComISAF Air | Generalmajor   | Heer                                    | Feb. 2006     | Aug. 2006     | Kommandeur Lufttransportkommando                                                                        |
| Achim Lidsba             | Kommandeur des 9. Deutschen Einsatzkontingents ISAF                                                                         | Brigadegeneral | Heer                                    | Nov. 2005     | Apr. 2006     | Kommandeur Panzerbrigade 14                                                                             |
| Hans-Christoph Ammon     | Kommandeur des 8. Deutschen Einsatzkontingents ISAF und stellvertretender Kommandeur der Kabul Multinational Brigade (KMNB) | Brigadegeneral | Heer                                    | 27. Juli 2005 | Nov. 2005     | Kommandeur Panzergrenadierbrigade 30                                                                    |
| Ernst-Otto Berk          | Kommandeur des 7. Deutschen Einsatzkontingents ISAF und stellvertretender Kommandeur der Kabul Multinational Brigade (KMNB) | Brigadegeneral | Heer                                    | 15. Jan. 2005 | 27. Juli 2005 | Kommandeur Panzergrenadierbrigade 1                                                                     |
| Wolf-Dieter Löser        | stellvertretender Kommandeur Ops                                                                                            | Generalmajor   | Heer                                    | Aug. 2004     | Feb. 2005     | stellvertretender Kommandierender General Eurokorps                                                     |
| Walter Spindler          | Kommandeur des 6. Deutschen Einsatzkontingents ISAF und stellvertretender Kommandeur der Kabul Multinational Brigade (KMNB) | Brigadegeneral | Heer                                    | Juli 2004     | Jan. 2005     | Kommandeur Deutsch-Französische Brigade                                                                 |
| Gero Schachthöfer        | Deputy COM ISAF Air | Brigadegeneral | Luftwaffe                               | Feb. 2004     | Aug. 2004     | |
| Peter Schelzig           | Deputy Commander „Air“ im ISAF HQ in Kabul                                                                                  | Brigadegeneral | Luftwaffe                               | Feb. 2003     | Aug. 2003     | stellvertretender Divisionskommandeur 4. Luftwaffendivision                                             |
| Werner Freers            | Kommandeur des 3. Deutschen Einsatzkontingents und Kommandeur der Kabul Multinational Brigade (KMNB)                        | Brigadegeneral | Heer                                    | 17. Dez. 2002 | 17. Juli 2003 | Kommandeur Luftmechanisierte Brigade 1                                                                  |
| Manfred Schlenker        | Kommandeur des 2. Deutschen Einsatzkontingents und Kommandeur der Kabul Multinational Brigade (KMNB)                        | Brigadegeneral | Heer                                    | Juni 2002     | Dez. 2002     | Kommandeur Luftlandebrigade 26                                                                          |
| Carl-Hubertus von Butler | Kommandeur Vorauskommando und ab 17. März 2002 Kommandeur Kabul Multinational Brigade (KMNB)                                | Brigadegeneral | Heer                                    | Jan. 2002     | 17. Juni 2002 | Kommandeur Luftlandebrigade 31                                                                          |

### KFOR (seit 1999)
Kommandeur KFOR
| Name              | Dienststellung  | Dienstgrad      | Teilstreitkraft | Dienstantritt | Dienstende    | Bemerkungen/Heimatdienstposten      |
| ----------------- | --------------- | --------------- | --------------- | ------------- | ------------- | ----------------------------------- |
| Volker Halbauer   | Kommandeur KFOR | Generalmajor    | Heer            | 7. Sep. 2012  | 6. Sep. 2013  |                                     |
| Erhard Drews      | Kommandeur KFOR | Generalmajor    | Heer            | 9. Sep. 2011  | 7. Sep. 2012  |                                     |
| Erhard Bühler     | Kommandeur KFOR | Generalmajor    | Heer            | 1. Sep. 2010  | 9. Sep. 2011  |                                     |
| Markus Bentler    | Kommandeur KFOR | Generalleutnant | Heer            | 8. Sep. 2009  | 1. Sep. 2010  |                                     |
| Roland Kather     | Kommandeur KFOR | Generalleutnant | Heer            | 1. Sep. 2006  | 31. Aug. 2007 |                                     |
| Holger Kammerhoff | Kommandeur KFOR | Generalleutnant | Heer            | 3. Sep. 2003  | 31. Aug. 2004 |                                     |
| Klaus Reinhardt   | Kommandeur KFOR | General         | Heer            | 8. Okt. 1999  | 18. Apr. 2000 | Commander Joint Headquarters Centre |

Kommandeur Multinationale Task Force Süd bzw. Kommandeur Multinationale Task Force Süd-West
| Name                  | Dienststellung                                                                         | Dienstgrad     | Teilstreitkraft | Dienstantritt | Dienstende    | Bemerkungen/Heimatdienstposten                                             |
| --------------------- | -------------------------------------------------------------------------------------- | -------------- | --------------- | ------------- | ------------- | -------------------------------------------------------------------------- |
| Stephan Thomas        | Kommandeur Multinationale Task Force Süd und Kommandeur 26. Dt. Einsatzkontingent KFOR | Brigadegeneral | Heer            | 24. Juni 2010 | 20. Jan. 2011 | Kommandeur Panzerbrigade 12                                                |
| Manfred Hofmeyer      | Kommandeur Multinationale Task Force Süd und Kommandeur 24. Dt. Einsatzkontingent KFOR | Brigadegeneral | Heer            | 16. Dez. 2009 | 24. Juni 2010 | stellvertretender Kommandeur 10. Panzerdivision                            |
| Benedikt Zimmer       | Kommandeur Multinationale Task Force Süd und Kommandeur 22. Dt. Einsatzkontingent KFOR | Brigadegeneral | Heer            | 28. Mai 2009  | 16. Dez. 2009 | Kommandeur Panzergrenadierbrigade 41                                       |
| Erich Pfeffer         | Kommandeur Multinationale Task Force Süd und Kommandeur 16. Dt. Einsatzkontingent KFOR | Brigadegeneral | Heer            | März 2007     | Nov. 2008     | Kommandeur Gebirgsjägerbrigade 23                                          |
| Hans-Joachim Fröhlich | Kommandeur Multinationale Task Force Süd und Kommandeur 15. Dt. Einsatzkontingent KFOR | Brigadegeneral | Heer            | 15. Nov. 2006 | März 2007     | Kommandeur Artilleriebrigade 100                                           |
| Lutz Niemann          | Kommandeur Multinationale Task Force Süd und Kommandeur 14. Dt. Einsatzkontingent KFOR | Brigadegeneral | Heer            | 15. Mai 2006  | 15. Nov. 2006 | Kommandeur Panzerbrigade 12                                                |
| Norbert Stier         | Kommandeur Multinationale Task Force Süd-West                                          | Brigadegeneral | Heer            | Mai 2005      | Nov. 2005     | Kommandeur Gebirgsjägerbrigade 23                                          |
| Richard Roßmanith     | Kommandeur Multinationale Task Force Süd-West                                          | Brigadegeneral | Heer            | Nov. 2004     | Mai 2005      | Kommandeur Panzerlehrbrigade 9                                             |
| Robert Bergmann       | Kommandeur Multinationale Task Force Süd-West                                          | Brigadegeneral | Heer            | Juni 2003     | Nov. 2003     | Kommandeur Panzerbrigade 21                                                |
| Markus Bentler        | Kommandeur Multinationale Task Force Süd-West                                          | Brigadegeneral | Heer            | 12. Nov. 2002 | Juni 2003     | Kommandeur Gebirgsjägerbrigade 23                                          |
| Wolf-Dieter Skodowski | Kommandeur Multinationale Task Force Süd-West                                          | Brigadegeneral | Heer            | Juni 2002     | 12. Dez. 2002 | Kommandeur Panzergrenadierbrigade 1                                        |
| Wolf-Dieter Langheld  | Kommandeur dt. Kontingent KFOR und Kommandeur Multinationale Brigade Süd, Prizren      | Brigadegeneral | Heer            | Dez. 2000     | Juni 2001     | Kommandeur Panzerbrigade 21                                                |
| Wolfgang Sauer        | Kommandeur Multinationale Brigade Süd                                                  | Brigadegeneral | Heer            | 28. Juli 1999 | 15. Dez. 1999 | Kommandeur Panzergrenadierbrigade 40, später Abteilungsleiter II Heeresamt |
| Fritz von Korff       | Kommandeur Multinationale Brigade Süd, Serbien (Provinz Kosovo)                        | Brigadegeneral | Heer            | März 1999     | 27. Juli 1999 |                                                                            |

sonstige Funktionen bei KFOR
| Name                   | Dienststellung                                       | Dienstgrad     | Teilstreitkraft             | Dienstantritt | Dienstende    | Bemerkungen/Heimatdienstposten |
| ---------------------- | ---------------------------------------------------- | -------------- | --------------------------- | ------------- | ------------- | --- |
| Ralf Peter Hammerstein | Direktor NALT                                        | Brigadegeneral | Heer                        | 28. März 2023 | Apr. 2024     | |
| Joachim Hoppe          | Direktor NALT                                        | Brigadegeneral | Heer                        | Apr. 2022     | 28. März 2023 | |
| Jörg Rüter             | Direktor NALT                                        | Brigadegeneral | Cyber- und Informationsraum | 1. Apr. 2021  | Apr. 2022     | |
| Frank Best             | Direktor NALT                                        | Brigadegeneral | Luftwaffe                   | 1. Apr. 2020  | 1. Apr. 2021  | |
| Michael Oberneyer      | Direktor NALT                                        | Brigadegeneral | Heer                        | 28. Juni 2019 | 1. Apr. 2020  | Zuvor National Military Representative beim Supreme Headquarters Allied Powers Europe der NATO in Mons (Belgien)                                                    |
| Uwe Alexander Becker   | Direktor NALT                                        | Brigadegeneral | Heer                        | 28. Aug. 2018 | 28. Juni 2019 | Zuvor Kommandeur Gefechtsübungszentrum Heer, danach Deputy Chief of Staff Operations im Allied Land Command der NATO in Izmir (Türkei)                              |
| Ralf Hoffmann          | Direktor NALT                                        | Brigadegeneral | Cyber- und Informationsraum | 1. Okt. 2017  | 28. Aug. 2018 | Zuvor Stellvertretender Kommandeur Kommando Informationstechnik der Bundeswehr                                                                                      |
| Dietmar Mosmann        | Direktor NALT                                        | Brigadegeneral | Streitkräftebasis           | Aug. 2016     | Okt. 2017     | Umgliederung NLAT zu NALT / Kommandeur Führungsunterstützungsschule der Bundeswehr, danach Stellvertretender Kommandeur Kommando Informationstechnik der Bundeswehr |
| Ernst-Peter Horn       | Direktor NLAT                                        | Brigadegeneral | Heer                        | Feb. 2016     | 29. Aug. 2016 | Stellvertretender Kommandeur 1. Panzerdivision |
| Stefan Linus Fix       | Direktor NLAT                                        | Brigadegeneral | Heer                        | Aug. 2015     | Feb. 2016     | |
| Werner Haumann         | Direktor NLAT                                        | Brigadegeneral | Luftwaffe                   | 14. Jan. 2015 | Aug. 2015     | |
| Peter Braunstein       | Direktor NLAT                                        | Brigadegeneral | Heer                        | 25. Aug. 2014 | 14. Jan. 2015 | |
| Udo Schnittker         | Direktor NLAT                                        | Brigadegeneral | Heer                        | Jan. 2014     | 25. Aug. 2014 | Kommandeur Kommando Feldjäger der Bundeswehr |
| Norbert Wagner         | Direktor NLAT                                        | Brigadegeneral | Heer                        | Nov. 2013     | Mai 2014      | Kommandeur Panzerlehrbrigade 9 |
| Hans-Joachim Fischer   | Kommandeur Joint Logistic Support Group              | Brigadegeneral | Heer                        | Juni 2010     | Jan. 2011     | |
| Andreas Berg           | Chef des Stabes COM KFOR                             | Brigadegeneral | Heer                        | Aug. 2009     | März 2010     | |
| Harald Fugger          | Kommandeur 21. Dt. Einsatzkontingent KFOR            | Brigadegeneral | Heer                        | 29. Okt. 2008 | 28. Mai 2009  | Kommandeur Panzerlehrbrigade 9 |
| Wilhelm Grün           | Kommandeur 19. Dt. Einsatzkontingent KFOR            | Brigadegeneral | Heer                        | 7. Apr. 2008  | 29. Okt. 2008 | Kommandeur Panzerlehrbrigade 9 |
| Robert Bund            | Kommandeur 18. Dt. Einsatzkontingent KFOR            | Brigadegeneral | Heer                        | 28. Mai 2007  | 7. Apr. 2008  | |
| Kurt-Helmut Schiebold  | stellvertretender Chef des Stabes für Operationen    | Brigadegeneral | Heer                        | Feb. 2009     | Aug. 2009     | Kommandeur Technische Schule Landsysteme und Fachschule des Heeres für Technik                                                                                      |
| Bernhard Liechtenauer  | stellvertretender Chef des Stabes für Operationen    | Brigadegeneral | Heer                        | Aug. 2008     | Feb. 2009     | Kommandeur Heerestruppenbrigade |
| Gerhard Stelz          | stellvertretender Kommandeur KFOR                    | Generalmajor   | Heer                        | Aug. 2007     | Aug. 2008     | stellvertretender Kommandeur Division Luftbewegliche Operationen |
| Manfred Hofmeyer       | Chef des Stabes HQ KFOR                              | Brigadegeneral | Heer                        | Jan. 2007     | Aug. 2007     | stellvertretender Kommandeur 10. Panzerdivision |
| Reinhard Wolski        | stellvertretender Chef des Stabes für Operationen    | Brigadegeneral | Heer                        | Juli 2005     | Jan. 2006     | Kommandeur Luftmechanisierte Brigade 1 |
| Wolfgang Kopp          | stellvertretender Kommandeur KFOR                    | Brigadegeneral | Heer                        | Sep. 2004     | Aug. 2005     | Kommandeur KFOR Yves de Kermabon, Heimatdienstposten Kopp: stellvertretender Kommandeur 10. Panzerdivision                                                          |
| Bernd Diepenhorst      | Chef de Cabinet Hauptquartier KFOR                   | Brigadegeneral | Heer                        | Sep. 2003     | Jan. 2004     | Stellvertretender Kommandierender General und Chef des Stabes II Korps                                                                                              |
| Hans Peter Ueberschaer | Abteilungsleiter Unterstützung im Hauptquartier KFOR | Brigadegeneral | Heer                        | Apr. 2001     | Okt. 2001     | Kommandeur der Logistikbrigade 1 |
| Harald Quiel           | Chef des Stabes im Hauptquartier KFOR                | Brigadegeneral | Heer                        | Apr. 2000     | Okt. 2000     | Chef des Stabes des Eurokorps |

### SFOR (1996–2004)
| Name                 | Dienststellung                                                                                       | Dienstgrad     | Teilstreitkraft | Dienstantritt | Dienstende    | Bemerkungen/Heimatdienstposten                                                         |
| -------------------- | --- | -------------- | --------------- | ------------- | ------------- | -------------------------------------------------------------------------------------- |
| Gerhard Stelz        | Kommandeur Multinationale Brigade Süd-Ost                                                            | Brigadegeneral | Heer            | 2004          | 2004          |                                                                                        |
| Wolfgang Köpke       | Chef des Stabes SFOR und Kommandeur des 9. Deutschen Einsatzkontingentes SFOR in Sarajevo und Butmir | Brigadegeneral | Heer            | Mai 2004      | Nov. 2004     | Kommandeur der Flugabwehrbrigade 100 in Fuldatal                                       |
| Horst-Heinrich Brauß | Chef des Stabes HQ SFOR in Sarajevo                                                                  | Brigadegeneral | Heer            | Juni 2002     | Dez. 2002     | Kommandeur der Panzerbrigade 42 „Brandenburg“ in Potsdam                               |
| Hans-Herbert Schulz  | Chef des Stabes HQ SFOR                                                                              | Brigadegeneral | Heer            | Dez. 2001     | Juni 2002     | Abteilungsleiter III (Heeresrüstung) Heeresamt in Köln                                 |
| Hans-Jürgen Rennack  | Chef des Stabes HQ SFOR                                                                              | Brigadegeneral | Heer            | Juni 2001     | Dez. 2001     | Stellvertretender Kommandeur der 14. Panzergrenadierdivision „Hanse“ in Neubrandenburg |
| Werner Kullack       | Chef des Stabes HQ SFOR                                                                              | Brigadegeneral | Heer            | Dez. 2000     | Juni 2001     | Kommandeur der Panzerbrigade 36 in Veitshöchheim                                       |
| Georg Nachtsheim     | Chef des Stabes HQ SFOR                                                                              | Brigadegeneral | Heer            | Juni 2000     | Dez. 2000     | Kommandeur der Deutsch-Französische Brigade                                            |
| Bernd Diepenhorst    | Chef des Stabes HQ SFOR                                                                              | Brigadegeneral | Heer            | Dez. 1999     | Juni 2000     | Kommandeur der Panzerbrigade 14                                                        |
| Dieter Löchel        | Kommandeur Deutsch-französische Gruppe/Groupement Franco-Allemand (DFGFA)                            | Brigadegeneral | Heer            | 24. März 1999 | 24. Juli 1999 |                                                                                        |
| Georg Nachtsheim     | Chef des Stabes Multinationale Division Süd-Ost                                                      | Brigadegeneral | Heer            | 1999          | 1999          | Kommandeur der Deutsch-Französische Brigade                                            |
| Hubert Gosch         | Chef des Stabes HQ SFOR                                                                              | Generalmajor   | Heer            | Juli 1998     | Dez. 1998     | Stellvertretender Befehlshaber Heeresführungskommando                                  |
| Klaus Holländer      | Kommandeur deutsches Heereskontingent                                                                | Brigadegeneral | Heer            | Juli 1998     | Dez. 1998     | Brigadekommandeur Panzerbrigade 36                                                     |
| Jan Oerding          | Nationaler Befehlshaber des 5. Deutschen SFOR-Kontingentes                                           | Brigadegeneral | Heer            | März 1998     | Sep. 1998     | Kommandeur Panzergrenadierbrigade 30                                                   |
| Gert Gudera          | Chef des Stabes HQ SFOR                                                                              | Generalmajor   | Heer            | Dez. 1997     | Juni 1998     | Kommandeur 7. Panzerdivision                                                           |
| Holger Sammet        | Nationaler Befehlshaber des 4. Deutschen SFOR-Kontingentes                                           | Brigadegeneral | Heer            | Jan. 1998     | März 1998     |                                                                                        |
| Peter Goebel         | Kommandeur 3. Deutsches Heereskontingent und Nationaler Befehlshaber im Einsatzgebiet                | Brigadegeneral | Heer            | Sep. 1997     | Dez. 1997     | Kommandeur Panzerbrigade 14                                                            |
| Heinrich Boehr       | Nationaler Befehlshaber des 3. Deutschen SFOR-Kontingentes                                           | Brigadegeneral | Heer            | Apr. 1997     | Sep. 1997     |                                                                                        |
| Hans-Otto Budde      | Nationaler Befehlshaber des 2. Deutschen SFOR-Kontingentes                                           | Brigadegeneral | Heer            | Jan. 1997     | Apr. 1997     | Kommandeur der Deutsch-Französische Brigade                                            |
| Werner Widder        | Chef des Stabes HQ SFOR                                                                              | Brigadegeneral | Heer            | 1. Apr. 1997  | Dez. 1997     | Chef des Stabes IV. Korps                                                              |
| Ulrich Wolf          | Einsatz im HQ SFOR                                                                                   | Brigadegeneral | Heer            | 1996          | 1997          | Assistent Chief of Staff LANDCENT                                                      |
| Klaus Frühhaber      | Nationaler Befehlshaber des 1. Deutschen SFOR-Kontingentes                                           | Generalmajor   | Heer            | Dez. 1996     | Jan. 1997     | Kommandeur 5. Panzerdivision                                                           |

### IFOR (1995–1996)
| Name                | Dienststellung                                   | Dienstgrad     | Teilstreitkraft | Dienstantritt | Dienstende | Bemerkungen/Heimatdienstposten                      |
| ------------------- | ------------------------------------------------ | -------------- | --------------- | ------------- | ---------- | --------------------------------------------------- |
| Friedrich Riechmann | Kommandeur 3. Deutsches Einsatzkontingent IFOR   | Brigadegeneral | Heer            | Aug. 1996     | Jan. 1997  |                                                     |
| Franz Werner        | Deutscher Militärischer Repräsentant (GEMIL REP) | Brigadegeneral | Heer            | Mai 1996      |            | stellvertretender Kommandierender General II. Korps |
| Henning Brümmer     | Kommandeur 2. Deutsches Einsatzkontingent IFOR   | Brigadegeneral | Heer            | Apr. 1996     | Aug. 1996  |                                                     |
| Friedrich Riechmann | Kommandeur 1. Deutsches Einsatzkontingent IFOR   | Brigadegeneral | Heer            | Jan. 1996     | Apr. 1996  |                                                     |
| Dieter Schott       | Kommandeur Communication Zone Forward            | Brigadegeneral | Heer            | Dez. 1995     | Apr. 1996  |                                                     |

### Operation Sharp Guard (1992–1996)
| Name         | Dienststellung       | Dienstgrad        | Teilstreitkraft | Dienstantritt | Dienstende | Bemerkungen/Heimatdienstposten |
| ------------ | -------------------- | ----------------- | --------------- | ------------- | ---------- | --- |
| Frank Ropers | Task Group Commander | Flottillenadmiral | Marine          | Sep. 1995     | Sep. 1996  | als Commander Standing Naval Force Mediterranean (STANAVFORMED/SNFM) durchgehend Führer einer Task Group der Operation Sharp Guard |

### United Nations Operation in Somalia II (1993–1995)
| Name            | Dienststellung | Dienstgrad   | Teilstreitkraft | Dienstantritt | Dienstende | Bemerkungen/Heimatdienstposten                                      |
| --------------- | -------------- | ------------ | --------------- | ------------- | ---------- | ------------------------------------------------------------------- |
| Georg Bernhardt | Kommandeur     | Generalmajor | Heer            | 16. Mai 1993  | ?          | stellvertretender Kommandierender General des III. Korps in Koblenz |